# Sharpthorne
Sharpthorne är en by i West Sussex i England. Byn är belägen 58,3 km 
från Chichester. Orten har 688 invånare (2016).